# Staniszewo (województwo warmińsko-mazurskie)
Staniszewo (niem. Albertinhausen) – osada w Polsce, położona w województwie warmińsko-mazurskim, w powiecie kętrzyńskim, w gminie Barciany.

## Nazwa
17 października 1949 r. ustalono urzędową polską nazwę miejscowości – Staniszewo, określając drugi przypadek jako Staniszewa, a przymiotnik – staniszewski.

## Historia
W latach 1975–1998 miejscowość należała administracyjnie do województwa olsztyńskiego.